# ها تائه-کوون
ها تائه-کوون (انگلیسی: Ha Tae-kwon؛ زادهٔ ۳۰ آوریل ۱۹۷۵) بدمینتون‌باز اهل کره جنوبی است.